# Martin Barthold
Martin Barthold (eller Morten Bertelsen) (1617 – 1693 på Bækmark i Ribe Stift) var en dansk officer og amtmand.
Han skrev sig til Golcken i Mecklenburg. Der vides ikke noget om hans ungdom, men han er rimeligvis tidlig kommet i svensk krigstjeneste, derefter i dansk. 1656 blev han gift med Cathrine von Andersen (f. 1626), en datter af adelsmanden Claus von Andersen og Cathrine von Kahlen; med hende fik han Ulfsund i Ribe Amt. Fra 1673 var han amtmand og kommandant på Bornholm, indtil krigen med Sverige lagde beslag på ham og lod ham vinde sig et navn. Han blev 1675 chef for 2. sjællandske nationale Infanteriregiment, som 1676 blev indskibet på Niels Juels flåde og ført til Gulland. I en håndevending indtog han øen og fæstningen Visborg i slutningen af april og vidste i løbet af krigen som chef for den straks oprettede visbyske bataljon at holde øen imod svenskernes gentagne angreb. Ved et glimrende forsvar 30. maj 1679 gjorde han til sidst ende på svenskernes energiske forsøg. Kort efter fik han ordre til at rasere slottet og fæstningen og begive sig til hæren i Holsten. Efter freden trak han sig tilbage fra krigstjenesten og døde 1693 på sin gård Bækmark i Ribe Stift, som han havde købt 1682. Hans enke døde i året 1700. De ligger begge begravede i Nes Kirke ved gården Ulfsund.